# Elmothone martynovae
Elmothone martynovae là một loài côn trùng trong họ Permithonidae thuộc bộ Neuroptera. Loài này được Carpenter miêu tả năm 1977.